# 1898
- Wikisource

| Calendário gregoriano                                                        | 1898 MDCCCXCVIII                    |
| Ab urbe condita                                                              | 2651                                |
| Calendário arménio                                                           | 1347 – 1348                         |
| Calendário bahá'í                                                            | 54 – 55                             |
| Calendário budista                                                           | 2442                                |
| Calendário chinês                                                            | 4594 – 4595 Início a 22 de janeiro  |
| Calendário copta                                                             | 1614 – 1615                         |
| Calendário etíope                                                            | 1890 – 1891                         |
| Calendários hindus - Vikram Samvat - Calendário nacional indiano - Cáli Iuga | 1953 – 1954 1819 – 1820 4998 – 4999 |
| Calendário Holoceno                                                          | 11898                               |
| Calendário islâmico                                                          | 1316 – 1317                         |
| Calendário judaico                                                           | 5658 – 5659                         |
| Calendário persa                                                             | 1276 – 1277 Início a 21 de março    |
| Calendário rúnico                                                            | 2148                                |
| Calendário solar tailandês                                                   | 2441                                |

1898 (MDCCCXCVIII, na numeração romana)  foi um ano comum do século XIX do actual Calendário Gregoriano, da Era de Cristo, e a sua letra dominical foi B (52 semanas), teve início a um sábado e terminou também a um sábado.
| Ano completo                   |
| ------------------------------ |
| Ano comum com início ao sábado |

## Eventos

### Janeiro
- 29 de janeiro - é fundado o município amazonense de Benjamin Constant, o nome do município foi dado - por sugestão do general Cândido Rondon, quando chefiava a Comissão Mista de Letícia - em homenagem ao general Benjamin Constant Botelho de Magalhães, o incentivador do movimento de 15 de novembro de 1889, que proclamou a República.

### Fevereiro
- 15 de fevereiro - O couraçado USS Maine explode em Havana; desencadeando a Guerra Hispano-Americana, entre os Estados Unidos e a Espanha.
- 25 de fevereiro - Fundação da  fábrica francesa de veículos Renault por Louis Renault.

### Março
- 1 de março - Campos Salles é eleito presidente do Brasil

### Maio
- 20 de maio - Inauguração do Aquário Vasco da Gama, em Portugal.
- 28 de maio - O fotógrafo italiano Secondo Pia tira as primeiras fotografias do Santo Sudário.

### Julho
- 1 de julho — Guerra Hispano-Americana: a Batalha de San Juan Hill é travada em Santiago de Cuba.

### Agosto
- 21 de agosto - Fundação do Club de Regatas Vasco da Gama na cidade do Rio de Janeiro
- 24 de agosto - É criada a marca de refrigerantes Pepsi-cola.

### Setembro
- 10 de setembro - assassinato da Imperatriz Sissi no cais de Les Pâquis em Genebra

### Novembro
- 15 de novembro - Campos Salles toma posse como presidente do Brasil, substituindo Prudente de Morais.

## Nascimentos
- 2 de janeiro - Santo Irmão Jaime Hilário, santo e mártir católico. (m. 1937)
- 3 de janeiro - Luís Carlos Prestes, militante comunista brasileiro (m. 1990)
- 23 de janeiro - Alvar Aalto, arquitecto finlandês (m. 1976)
- 14 de janeiro - Juarez Távora Militar e Político Brasileiro (m. 1975)
- 18 de fevereiro - Enzo Ferrari o fundador da Ferrari (m. 1988)
- 20 de fevereiro - Francisco Matarazzo Sobrinho, industrial, político e mecenas ítalo-brasileiro (m. 1977)
- 2 de março - Amélia Rey Colaço, encenadora e actriz (teatro) portuguesa (m. 1990).
- 4 de março - Georges Dumézil, filólogo francês (m. 1986).
- 5 de março
  - Misao Okawa, pessoa mais velha do mundo (m. 2015).
  - Zhou Enlai, revolucionário e político chinês (m. 1976).
- 12 de março - Peregrino Júnior, médico e escritor brasileiro (m. 1983).
- 1 de abril
  - William James Sidis, criança prodígio dos Estados Unidos (m. 1944)
  - Roger Bastide, sociólogo francês (m. 1974)
- 6 de abril - Jeanne Hébuterne, pintora francesa (m.1920)
- 11 de abril - Jerônimo Mazzarotto, bispo católico (m. 1999)
- 23 de abril - Valentín Paz-Andrade, escritor, poeta e jornalista galego (m. 1987).
- 8 de maio - Galileo Emendabili, escultor ítalo-brasileiro (m. 1974)
- 16 de maio - Jean Fautrier, pintor e escultor francês( m.1964)
- 7 de junho - Virgulino Ferreira da Silva (Lampião), cangaceiro mais famoso do Brasil (m. 1938)
- 24 de junho - David Toro Ruilova, presidente da Bolívia de 1936 a 1937 (m. 1977).
- 19 de julho - Herbert Marcuse, sociólogo alemão, naturalizado norte-americano (m. 1979)
- 22 de julho - Alexander Calder, artista plástico norte-americano (m. 1976)
- 19 de agosto - Francisco Alves, cantor brasileiro (m.1952)
- 3 de setembro - Alves dos Reis, maior burlão da história portuguesa (m. 1955)
- 18 de outubro - Leopoldo de Almeida, escultor português (m. 1975)
- 21 de novembro - René Magritte, pintor belga (m. 1967)
- 24 de novembro - Liu Shaoqi, revolucionário e político chinês (m. 1969)
- 29 de novembro - C.S. Lewis, escritor inglês, autor de As Crônicas de Nárnia (m. 1963)
- 6 de dezembro - Alfred Eisenstaedt, fotógrafo norte-americano (m. 1995)
- 22 de dezembro - Vladimir Fock, físico soviético (m. 1974).
- 30 de dezembro - Luís da Câmara Cascudo, historiador, folclorista, antropólogo, advogado e jornalista brasileiro (m. 1986)
- Paul Samuilovich Urysohn, matemático russo
- Ludwig Bemelmans, pintor
- P. H. Polk, pintor (m.1964)

## Mortes
- 14 de Janeiro - Lewis Carroll, matemático e escritor inglês (n. 1832)
- 19 de Março - Cruz e Sousa, poeta simbolista brasileiro (n. 1861)
- 18 de Abril - Gustave Moreau, pintor pós-impressionista francês. (n. 1826)
- 30 de Julho - Otto von Bismarck, chanceler e político alemão (n. 1815)
- 10 de Setembro - assassinato de Sissi, imperatriz de Áustria em Genebra (n. 1837)
- 29 de Setembro - Luísa de Hesse-Cassel, rainha-consorte da Dinamarca (n. 1817)
- 3 de novembro - Isabel Maria de Alcântara Brasileira, duquesa de Goiás (n. 1824)
- 24 de Dezembro - Charbel Makhlouf, santo monge maronita (m. 1828)

## Por tema
- 1898 na arte
- 1898 no Brasil
- 1898 na ciência
- 1898 no cinema
- 1898 no desporto
- 1898 no jornalismo
- 1898 na literatura
- 1898 na música
- 1898 no teatro